# Lallemandana crockeri
Lallemandana crockeri är en insektsart som först beskrevs av Van Duzee 1937.  Lallemandana crockeri ingår i släktet Lallemandana och familjen spottstritar. Inga underarter finns listade i Catalogue of Life.